# Gabriel DropOut
Gabriel DropOut (jap. ガヴリールドロップアウト Gavurīru doroppuauto) – manga autorstwa Ukamiego, publikowana na łamach magazynu „Dengeki Daioh G” wydawnictwa ASCII Media Works od grudnia 2013.
Na podstawie mangi studio Doga Kobo wyprodukowało serial anime, który emitowany był od stycznia do marca 2017.

## Fabuła
Anioły kończące naukę w niebie są wysyłane na Ziemię, gdzie muszą uczyć się o ludziach i prowadzić ich na właściwą ścieżkę, aby stać się prawdziwymi aniołami. Jednak Gabriel White Tenma, najlepsza anielica w swojej klasie, uzależnia się od gier wideo po przybyciu na Ziemię i w rezultacie zamienia się w kompletnego lenia. Historia opowiada o Gabriel, która wraz z innymi aniołami i demonami, zstąpiła na Ziemię i uczęszcza do szkoły średniej.

## Bohaterowie
- Gabriel White Tenma (jap. 天真・ガヴリール・ホワイト Tenma Gavurīru Howaito) / Gab (jap. ガヴ Gavu)

Seiyū: Miyu Tomita 
Anielica, która była najlepsza w klasie, ale stała się leniem po uzależnieniu się od gier wideo. Często jest pozbawiona motywacji, a także ignoruje lub atakuje każdego, kto próbuje jej rozkazywać. Późniejsze rozdziały pokazują, że w sercu nadal jest miła, ale wciąż leniwa i opryskliwa.
- Vignette April Tsukinose (jap. 月乃瀬・ヴィネット・エイプリル Tsukinose Vinetto Eipuriru) / Vigne (jap. ヴィーネ Vīne)

Seiyū: Saori Ōnishi 
Całkowite przeciwieństwo Gabriel. Jest bardzo odpowiedzialna i często się nią opiekuje, pomimo bycia demonem. Jedynym wyjątkiem, kiedy Vignette posuwa się do manipulacji lub gróźb, jest robienie rzeczy, które lubi, takich jak obchodzenie świąt Bożego Narodzenia (pomimo bycia demonem) i zmuszanie Gabriel do noszenia uroczego kostiumu kota. Zazwyczaj wspiera plany Satanii, które często kończą się okropnie.
- Satanichia McDowell Kurumizawa (jap. 胡桃沢・サタニキア・マクドウェル Kurumizawa Satanikia Makudoweru) / Satania (jap. サターニャ Satānya)

Seiyū: Naomi Ōzora 
Egoistyczna, dziecinna i rozwydrzona demonica, która ciągle wymyśla dziwne lub niedojrzałe sposoby na psikusy, które zazwyczaj kończą się niepowodzeniem. Niejednokrotnie jest nękana przez Raphiel i bezpańskie psy, z których te ostatnie nieustannie kradną jej ukochany melonowy chleb. Jest często zastraszana i wyśmiewana przez swoje „przyjaciółki”, jak również łatwo daje się oszukać z powodu swojej niekompetencji. Jej rodzice są właścicielami piekarni.
- Raphiel Ainsworth Shiraha (jap. 白羽・ラフィエル・エインズワース Shiraha Rafieru Einzuwāsu) / Raphi (jap. ラフィ Rafi)

Seiyū: Kana Hanazawa 
Druga w rankingu anielica w klasie Gab, która (pomimo stałego anielskiego uśmiechu) od tego czasu stała się sadystyczną stalkerką, czerpiącą przyjemność z dokuczania i manipulowania Satanią. Mimo to uważa ją za jedną ze swoich przyjaciółek. Boi się żab.
- Tapris Sugarbell Chisaki (jap. 千咲・タプリス・シュガーベル Chisaki Tapurisu Shugāberu) / Tap (jap. タプ Tapu)

Seiyū: Inori Minase 
Młodsza anielica, która podziwiała Gabriel w szkole dla aniołów i przypuszcza, że to Satanichia jest odpowiedzialna za przemianę Gabriel w lenia. Wie też o Vignette i nazywa ją senpai z powodu jej dobroci, ale wiedząc, że jest demonem, nie ufa jej.
- Machiko (jap. まち子)

Seiyū: Mai Fuchigami 
Przewodnicząca klasy Gabriel, która nie jest świadoma, że Gabriel jest aniołem, w wyniku czego często jest zdziwiona jej działaniami. Denerwuje się, gdy ludzie jej nie słuchają.
- Szef (jap. マスター Masutā)

Seiyū: Hideyuki Umezu 
Właściciel kawiarni, w której Gabriel pracuje na pół etatu. Często jest zdumiony jej zachowaniem, ale zakłada, że to tylko dlatego, że jest obcokrajowcem.

## Manga
Seria ukazuje się od 27 grudnia 2013 w magazynie „Dengeki Daioh G”, gdzie była publikowana co drugi miesiąc. Począwszy od 28 kwietnia 2014 roku, manga zmieniła tryb wydawniczy na comiesięczny. Następnie wydawnictwo ASCII Media Works rozpoczęło zbieranie rozdziałów do wydań w formacie tankōbon, których pierwszy tom ukazał się 20 grudnia 2014. Według stanu na 27 września 2024, do tej pory wydano 15 tomów.
| Nr | Data wydania (język japoński) | ISBN (język japoński)  |
| -- | ----------------------------- | ---------------------- |
| 1  | 20 grudnia 2014               | ISBN 978-4-04-869061-4 |
| 2  | 27 listopada 2015             | ISBN 978-4-04-865491-3 |
| 3  | 27 maja 2016                  | ISBN 978-4-04-865927-7 |
| 4  | 10 stycznia 2017              | ISBN 978-4-04-892565-5 |
| 5  | 27 września 2017              | ISBN 978-4-04-893373-5 |
| 6  | 25 maja 2018                  | ISBN 978-4-04-893843-3 |
| 7  | 22 grudnia 2018               | ISBN 978-4-04-912235-0 |
| 8  | 26 sierpnia 2019              | ISBN 978-4-04-912702-7 |
| 9  | 25 lutego 2020                | ISBN 978-4-04-913035-5 |
| 10 | 27 listopada 2020             | ISBN 978-4-04-913513-8 |
| 11 | 27 września 2021              | ISBN 978-4-04-913976-1 |
| 12 | 27 maja 2022                  | ISBN 978-4-04-914425-3 |
| 13 | 27 grudnia 2022               | ISBN 978-4-04-914767-4 |
| 14 | 27 września 2023              | ISBN 978-4-04-915268-5 |
| 15 | 27 września 2024              | ISBN 978-4-04-915991-2 |

Spin-off, zatytułowany Tapris SugarStep (jap. タプリスシュガーステップ), który skupia się na postaci Tapris, ukazuje się w magazynie „Comic Dengeki Daioh” wydawnictwa ASCII Media Works od 2018 roku. Seria jest ilustrowana przez Bafako i według stanu na 26 grudnia 2020, została zebrana trzech tankōbonach.
| Nr | Data wydania (język japoński) | ISBN (język japoński)  |
| -- | ----------------------------- | ---------------------- |
| 1  | 26 sierpnia 2019              | ISBN 978-4-04-912701-0 |
| 2  | 25 lutego 2020                | ISBN 978-4-04-913034-8 |
| 3  | 26 grudnia 2020               | ISBN 978-4-04-913565-7 |

## Anime
Adaptacja w formie telewizyjnego serialu anime została ogłoszona 27 lipca 2016 na łamach magazynu „Dengeki Daioh” (nr 9/2016). Seria została wyprodukowana przez studio Doga Kobo i wyreżyserowana przez Masahiko Ōtę. Scenariusz napisał Takashi Aoshima, postacie zaś zaprojektował Katsuhiro Kumagai. Serial był emitowany w Japonii między 9 stycznia a 27 marca 2017. Pierwszy odcinek został pokazany przedpremierowo 18 grudnia 2016 w kinie Shinjuku Piccadilly w Tokio. Motywy otwierające i kończące odpowiednio to „Gabriel Dropkick” (jap. ガヴリールドロップキック Gavurīru doroppukikku) i „Hallelujah Essaim” (jap. ハレルヤ☆エッサイム Hareruya Essaimu), oba wykonane przez Miyu Tomitę, Saori Ōnishi, Naomi Ōzorę i Kanę Hanazawę. Motywem kończącym odcinek 7 jest „Gabriel no kazoeuta” (jap. ガヴリールの数え歌) w wykonaniu Ōnishi. Anime liczy 12 odcinków i zostało wydane w trzech czteroodcinkowych tomach Blu-ray/DVD. Dwa odcinki OVA zostały wydane wraz z pierwszym i trzecim tomem Blu-ray/DVD wydanymi odpowiednio 24 marca i 24 maja 2017.
Licencję na dystrybucję serii nabył Crunchyroll.

### Lista odcinków
| №     | Tytuł | Premiera odcinka |
| ----- | --- | ---------------- |
| 1     | The Day I Knew I Could Never Go Back Mō modorenai to shitta ano hi (もう戻れないと知ったあの日)                                                                                                 | 9 stycznia 2017  |
| 2     | The Angel, the Demon, and the Class President Tenshi to akuma to iinchō (天使と悪魔と委員長) | 16 stycznia 2017 |
| 3     | Friends, Work, and the Summer of Bugs Tomo to kinrō to mushisasare no natsu no hi (友と勤労と虫刺されの夏の日)                                                                                  | 23 stycznia 2017 |
| 4     | Summer Vacation, Ho! Iza natsuyasumi (いざ夏休み) | 30 stycznia 2017 |
| 5     | The Angel Whose Illusions Were Shattered Like Hell Sono gensō o kowasare makutta tenshi (その幻想を壊されまくった天使)                                                                          | 6 lutego 2017    |
| 6     | Satania’s Counterattack Satānya no gyakushū (サターニャの逆襲) | 13 lutego 2017   |
| 7     | Vigne’s Demonic Life Vīne no akuma-teki na hibi (ヴィーネの悪魔的な日々) | 20 lutego 2017   |
| 8     | Fall School Life Aki no gakkō seikatsu (秋の学校生活) | 27 lutego 2017   |
| 9     | Christmas and New Year’s Eve Surprise Seiya to misoka ni nanka kita (聖夜と晦日になんか来た) | 6 marca 2017     |
| 10    | The Angels and Demons Return Home Tenshi to akuma furusato ni kaeru (天使と悪魔故郷に帰る) | 13 marca 2017    |
| 11    | Fun Forever After... Tanoshī hibi wa itsumademo... (楽しい日々はいつまでも……) | 20 marca 2017    |
| 12    | Gabriel DropOut! Gavurīru doroppuauto! (ガヴリールドロップアウト！) | 27 marca 2017    |
| OVA 1 | A Steamy Special ~A Certain Demon’s Plan to Defile an Angel’s Pure Skin~ Yukemuri ryojō-hen ~Tenshi no kiyoraka na hada ni semaru akuma no wana~ (湯煙旅情編～天使の清らかな肌に迫る悪魔の罠～) | 24 marca 2017    |
| OVA 2 | An Angel’s Gift Tenshi no okurimono (天使の贈り物) | 24 maja 2017     |